# کامیننگک (استان اوپوله)
کامیننگک (به لهستانی:  Kamiennik) یک روستا در لهستان است که در گمینا کامیننگک واقع شده‌است.
 کامیننگک  ۶۸۰ نفر جمعیت دارد.